# Bradley Wiggins
Bradley Wiggins, OBE, (Gant, Flandes, 28 d'abril de 1980) és un ciclista anglès, fill del també ciclista Gary Wiggins. Fou professional del 2001 al 2016, combinant el ciclisme en pista amb la carretera. És l'esportista britànic amb més medalles olímpiques amb un total de vuit, cinc d'elles d'or.
En pista s'ha proclamat campió del món i medallista olímpic en diverses disciplines.
En carretera destaca per les seves habilitats contra el crono i des del Tour de França de 2009 va demostrar les seves possibilitats també en les classificacions generals, en quedar quart de la general. El 2011 guanyà el Critèrium del Dauphiné.
El 2012 va guanyar la París-Niça, sent el primer britànic a guanyar-la des que Tom Simpson ho fes el 1967. Un parell de mesos més tard guanyà el Tour de Romandia i revalidà el triomf al Critèrium del Dauphiné. Al Tour de França es vestí amb el mallot groc en la 7a etapa i ja no el deixà fins a la victòria final a París, per proclamar-se en el primer britànic a guanyar aquesta cursa. En aquesta mateixa edició guanyà 9a i la 19a etapa.
El 2014, es va proclamar Campió del món de contrarellotge als mundials de Ponferrada.
El 7 de juny de 2015 aconseguí el rècord de l'hora amb 54,526 quilòmetres recorreguts, superant la distància aconseguida per Alex Dowsett el maig anterior.

## Palmarès en pista
- 1998
  -  Campió del món júnior en Persecució
- 2000
  -  Medalla de bronze als Jocs Olímpics de Sydney en Persecució per equips (amb Chris Newton, Bryan Steel i Paul Manning)
- 2001
  -  Campió d'Europa sub-23 en Persecució
- 2003
  -  Campió del món en Persecució
  - Campió d'Europa de Derny
  - 1r als Sis dies de Gant (amb Matthew Gilmore)
- 2004
  -  Medalla d'or als Jocs Olímpics d'Atenes en Persecució
  -  Medalla de plata als Jocs Olímpics d'Atenes en Persecució per equips (amb Steve Cummings, Rob Hayles i Paul Manning)
  -  Medalla de bronze als Jocs Olímpics d'Atenes en Madison (amb Rob Hayles)
- 2007
  -  Campió del món en Persecució
  -  Campió del món en Persecució per equips (amb Ed Clancy, Geraint Thomas i Paul Manning)
- 2008
  -  Medalla d'or als Jocs Olímpics de Pequín en Persecució
  -  Medalla d'or als Jocs Olímpics de Pequín en Persecució per equips (amb Geraint Thomas, Edward Clancy i Paul Manning)
  -  Campió del món en Persecució
  -  Campió del món en Persecució per equips (amb Ed Clancy, Geraint Thomas i Paul Manning)
  -  Campió del món en Madison (amb Mark Cavendish)
- 2015
  -  Campió d'Europa en Persecució per equips (amb Owain Doull, Jonathan Dibben, Andrew Tennant, Steven Burke i Matthew Gibson)
- 2016
  -  Medalla d'or als Jocs Olímpics de Rio de Janeiro en persecució per equips (amb Steven Burke, Edward Clancy i Owain Doull)
  -  Campió del món en Madison (amb Mark Cavendish)
  - 1r als Sis dies de Gant (amb Mark Cavendish)

### Resultats a laCopa del Món
- 2006-2007
  - 1r a Manchester, en Persecució
  - 1r a Manchester, en Persecució per equips
- 2007-2008
  - 1r a Pequín, en Persecució
  - 1r a Sydney, en Persecució per equips
- 2010-2011
  - 1r a Manchester, en Persecució per equips

## Palmarès en ruta
- 2001
  - 1r a la Fletxa del Sud
  - 1r al Cinturó a Mallorca
- 2003
  - Vencedor d'una etapa al Tour de l'Avenir
- 2005

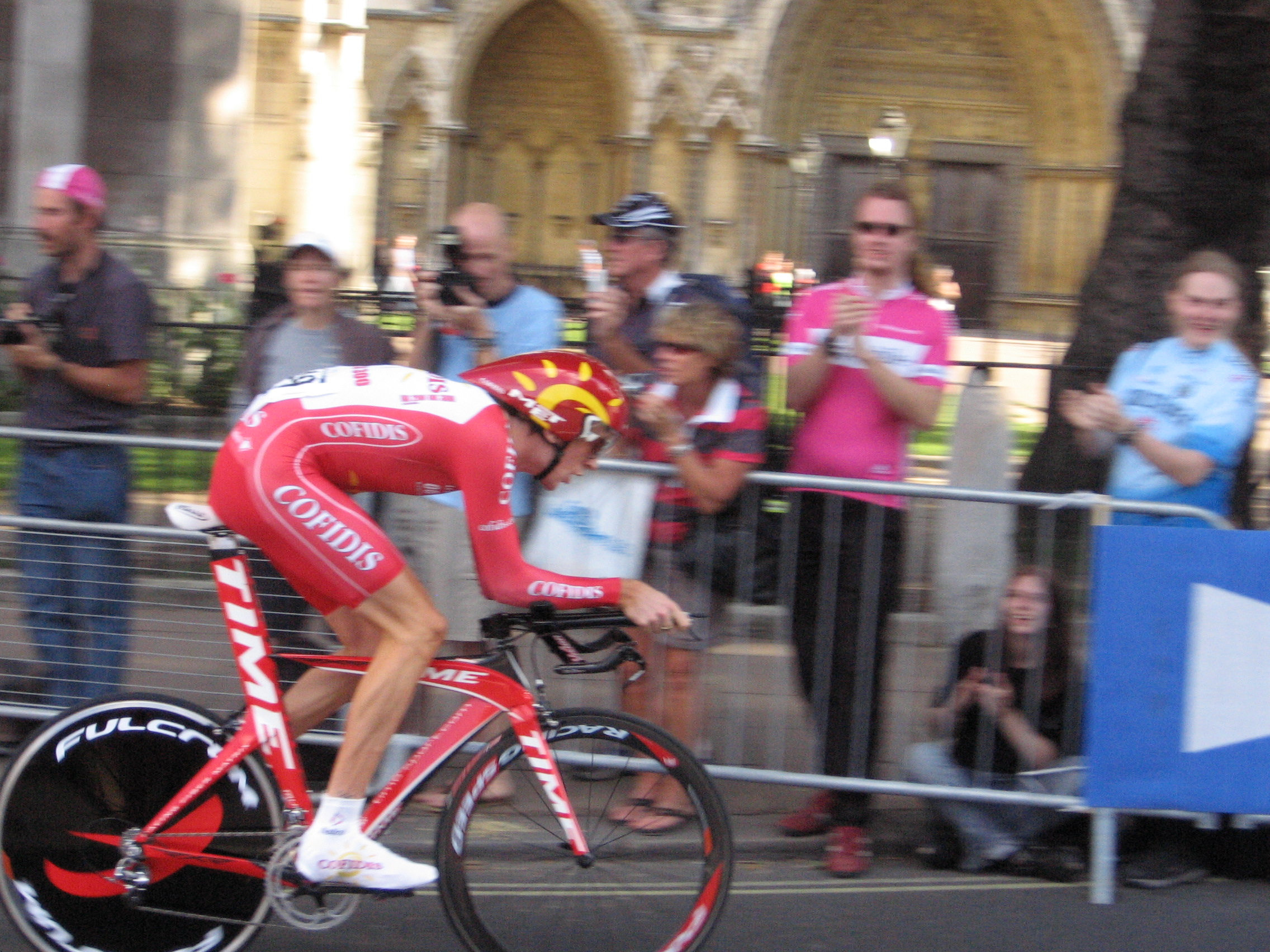
Wiggins al pròleg del Tour de França 2007 a Londres.

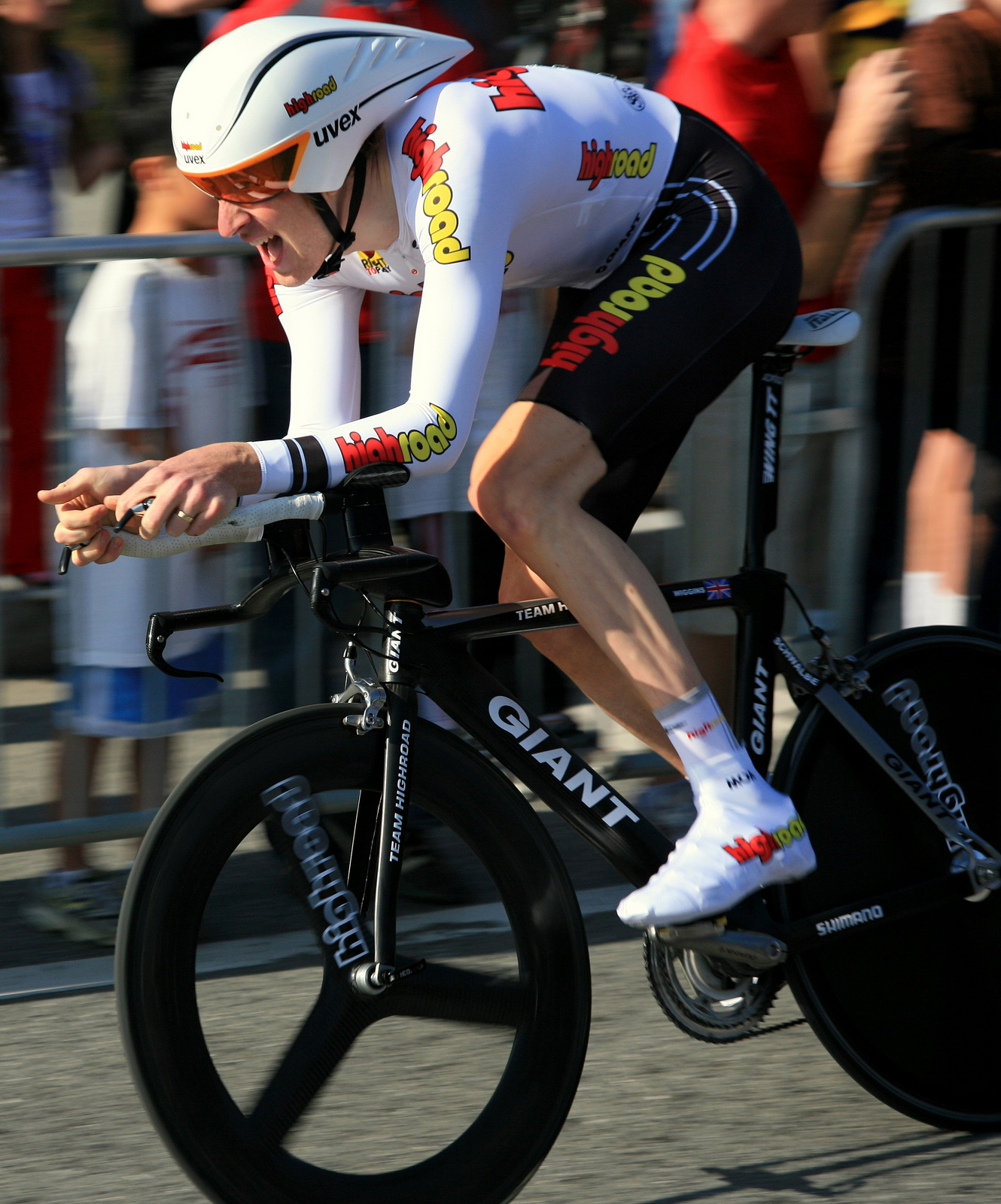
Bradley Wiggins al pròleg del Tour de Califòrnia 2008.

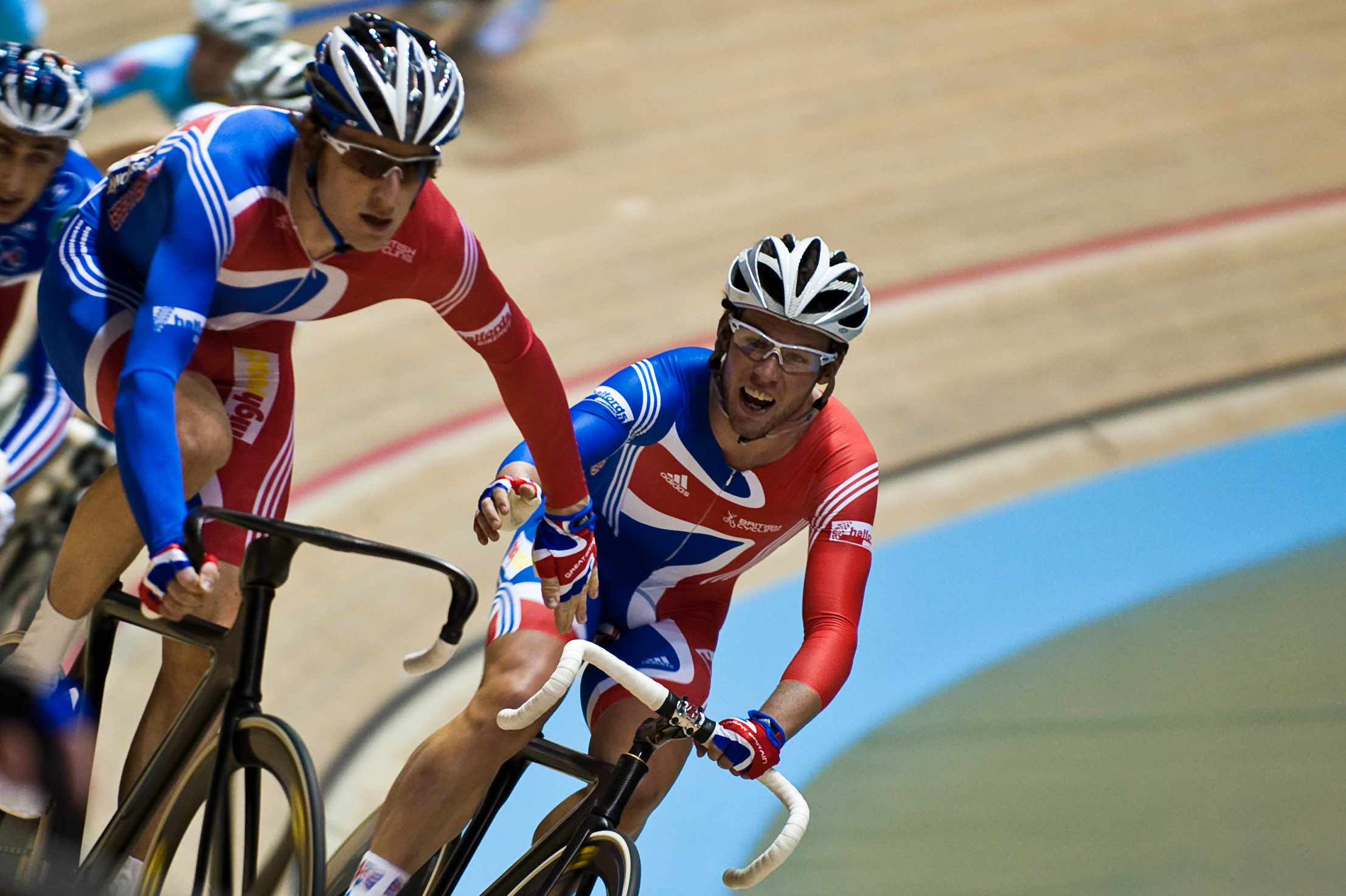
Wiggins i Mark Cavendish campions del Món 2008.

  - Vencedor d'una etapa al Circuit de Lorena
  - Vencedor d'una etapa al Tour de l'Avenir
- 2007
  - 1r al Duo Normand (amb Michiel Elijzen)
  - Vencedor d'una etapa al Critérium du Dauphiné Libéré
  - Vencedor d'una etapa als Quatre dies de Dunkerque
  - Vencedor d'una etapa al Tour du Poitou-Charentes et de la Vienne
- 2009
  -  Campió del Regne Unit en contrarellotge
  - 1r a la Herald Sun Tour i vencedor d'una etapa
  - Vencedor d'una etapa dels Tres dies de De Panne
  - 1r a la Beaumont Trophy
- 2010
  -  Campió del Regne Unit en contrarellotge
  - Vencedor d'una etapa al Giro d'Itàlia
- 2011
  -  Campió del Regne Unit en ruta
  - 1r al Critèrium del Dauphiné
  - Vencedor d'una etapa de la Volta a Baviera
  -  Medalla de plata al Campionat del Món en contrarellotge
  - 1r a la Beaumont Trophy
- 2012
  -  Medalla d'or als Jocs Olímpics de Londres en Contrarellotge
  -  1r al Tour de França i vencedor de 2 etapes
  - 1r de la París-Niça, vencedor d'una etapa i de la classificació per punts
  - 1r del Tour de Romandia i vencedor de dues etapes
  - 1r al Critèrium del Dauphiné i vencedor d'una etapa
  - Vencedor d'una etapa a la Volta a l'Algarve
- 2013
  - 1r de la Volta a la Gran Bretanya i vencedor d'una etapa
  - Vencedor d'una etapa de la Volta a Polònia
  -  Medalla de plata al Campionat del Món en contrarellotge
- 2014
  -  Campió del món de contrarellotge
  -  Campió del Regne Unit en contrarellotge
  - 1r a la Volta a Califòrnia i vencedor d'una etapa
  - Vencedor d'una etapa a la Volta a la Gran Bretanya
- 2015
  - Vencedor d'una etapa als Tres dies de De Panne-Koksijde

### Resultats al Tour de França
- 2006. 123è de la classificació general
- 2007. Abandona amb tot l'equip Cofidis (17a etapa)
- 2009. 4t de la classificació general
- 2010. 24è de la classificació general
- 2011. Abandona (7a etapa)
- 2012.  1r de la classificació general. Vencedor de la 9a i 19a etapa

#### Resultats al Giro d'Itàlia
- 2005. 123è de la classificació general
- 2008. 134è de la classificació general
- 2009. 71è de la classificació general
- 2010. 40è de la classificació general. Vencedor d'una etapa
- 2013. No surt (13a etapa)

#### Resultats a la Volta a Espanya
- 2011. 3r de la classificació general.  Porta el mallot vermell durant 4 etapes

## Imatges

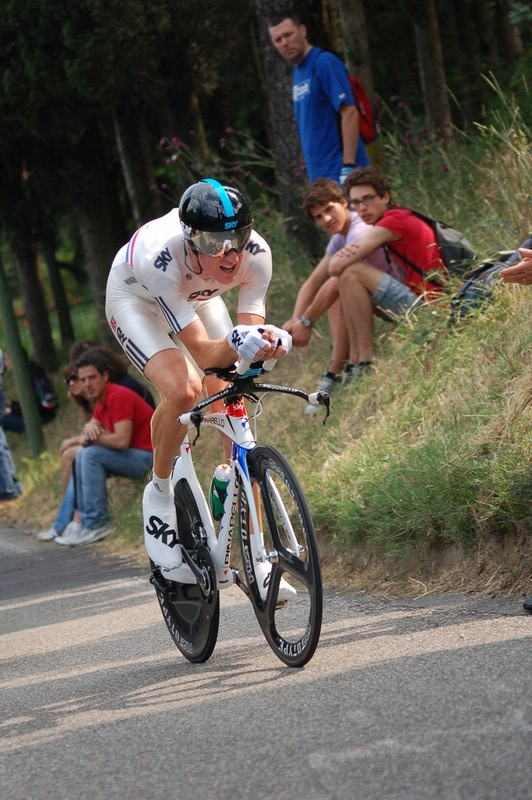
Wiggins al Giro d'Itàlia 2010.

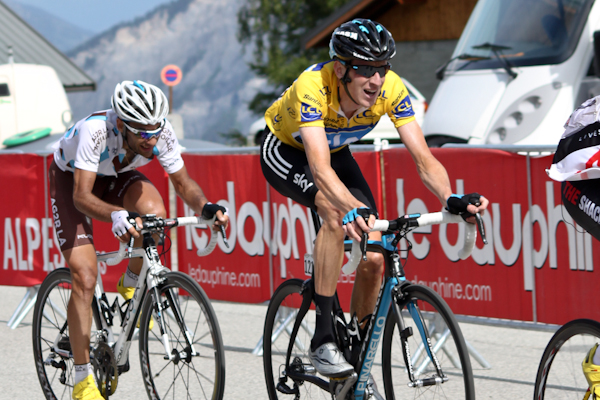
Wiggins al Critèrium del Dauphiné 2011.

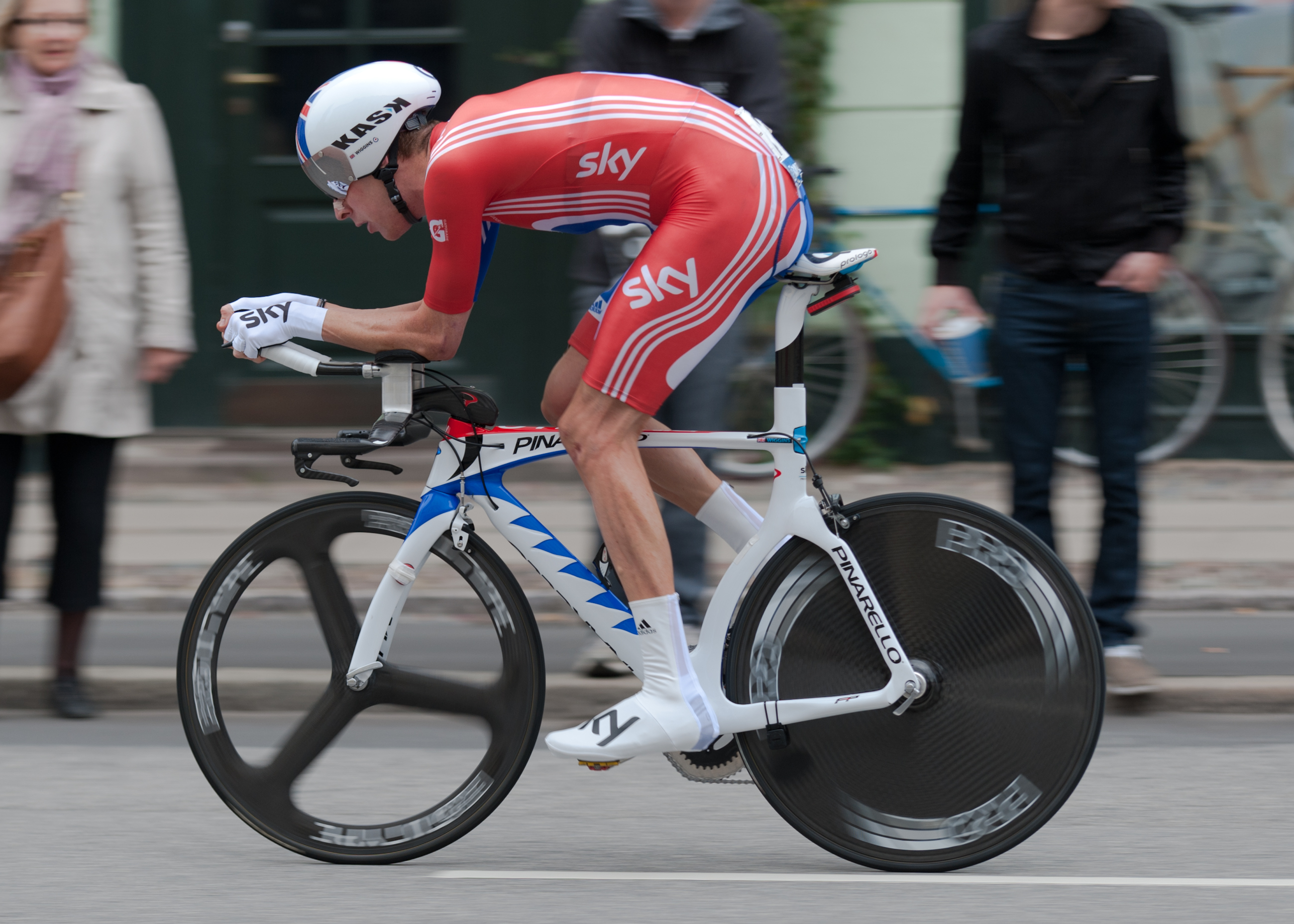
Wiggins al Campionat del Món 2011.

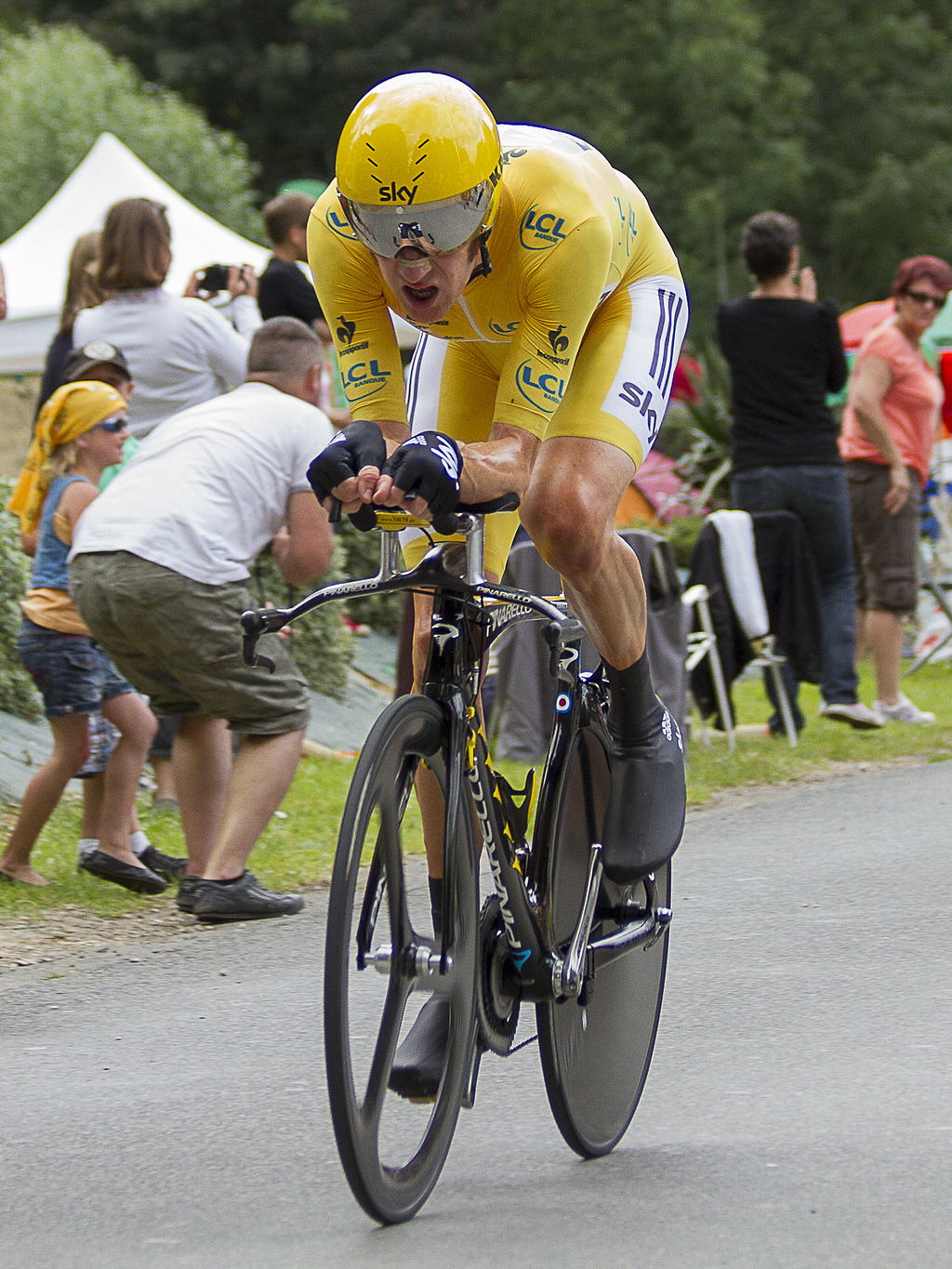
Wiggins al Tour de França 2012.

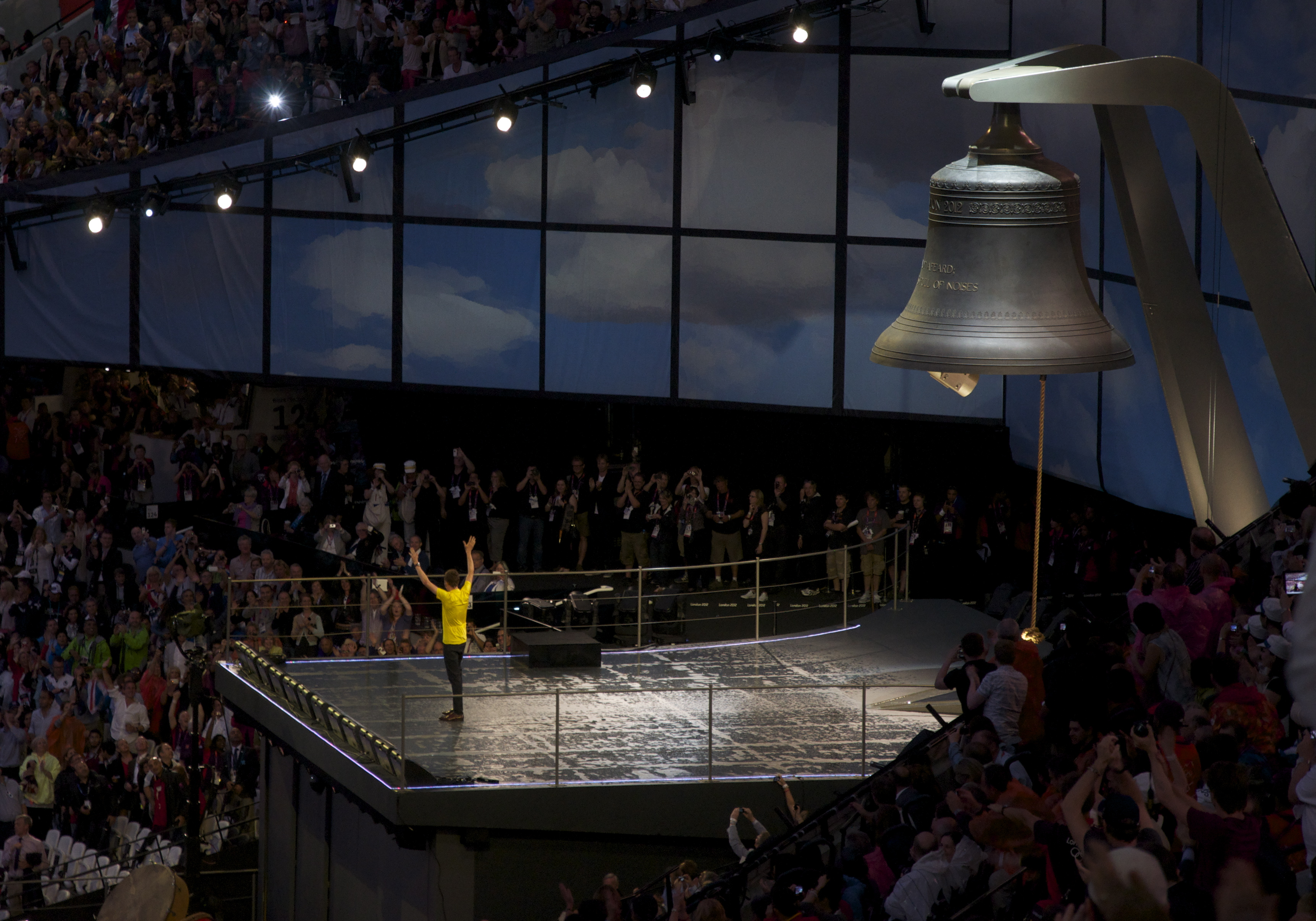
Wiggins a la cerimònia d'obertura dels Jocs Olímpics de 2012.

|  |  |  |  |